# علامة ميد
علامة ميد علامة تجارية تم إطلاقها للمرة الأولى عام 2007. وهي رمز يوضع على أغلفة التعبئة حيث تساعد المستهلكين للتعرف على الأغذية الخاصة بحمية «ميد» وتلك الكلمة هي اختصار لكلمة إنجليزية «ميديتيريان» والتي تعني البحر المتوسط.
وتأخذ علامة «ميد» حجما يساوي حيز رمز الطابع البريدي، وتحوي تلك العلامة صورة قارورة وهي إبريق كان يستخدم منذ حوالي ثلاثة آلاف سنة من قبل حضارات دول البحر المتوسط لتخزين ونقل الأطعمة والشراب الخاص بهم. عند إدخال تلك العلامة «ميد» على الإنترنت فإنها تقوم بتوجيه الشخص للموقع الإلكتروني الذي يقوم بدوره بإمداده بالمعلومات التي يحتاج معرفتها عن نمط تلك الحمية الغذائية.
إن المنتجات التي تحمل على غلافها علامة «ميد» يجب أن تلتزم بتوجيهات صحية وغذائية خاصة تم تفعيلها بالاستناد إلى إدارة الدواء والغذاء، كما يجب أن تكون جزءا من هرم «البحر المتوسط» الغذائي والذي تم وضعه بواسطة «أولد وايز» وهي مدرسة تابعة لجامعة هارفرد مسؤولة عن شؤون الصحة العامة ومنظمة الصحة العالمية عام 1993.